# Épandeur

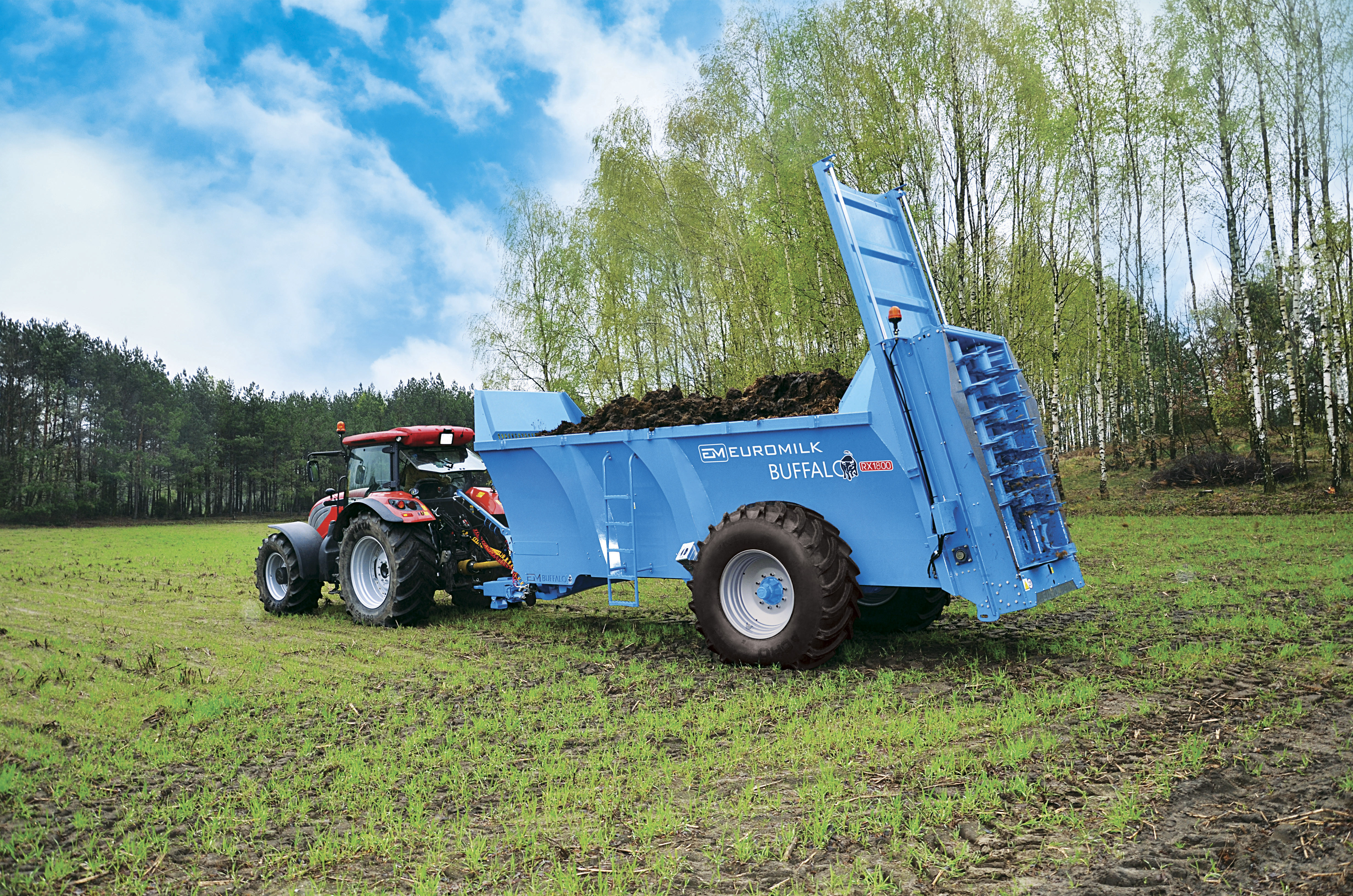
Épandeur de fumier avec sa porte d'étanchéité relevée. Système d'épandage à hérissons verticaux.

Un épandeur est une machine agricole employée pour l'épandage.

## Épandeur à fumier

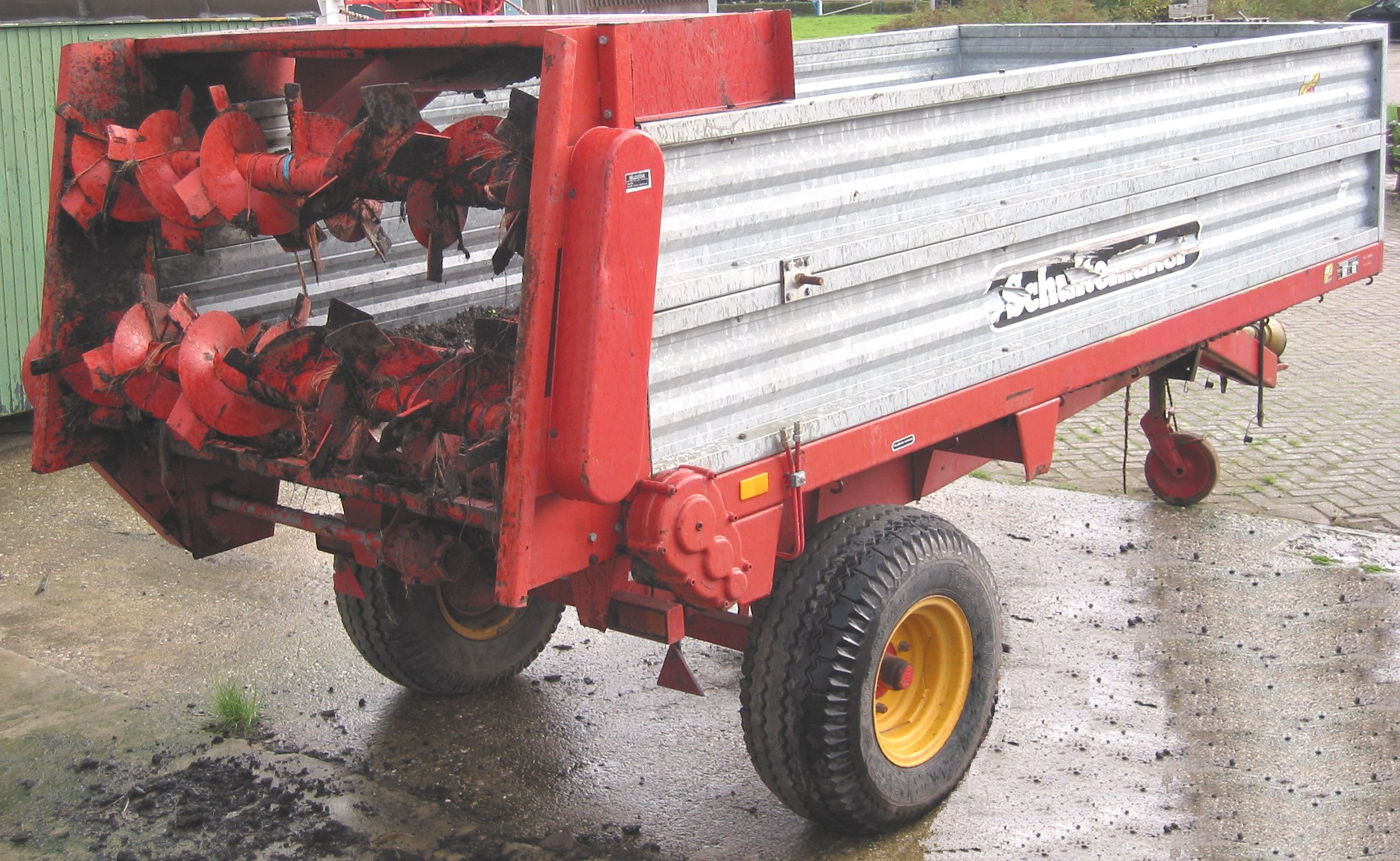
Épandeur à fumier ; vue sur le dispositif d'épandage à hérissons horizontaux.

L'épandeur à fumier sert à répartir régulièrement les effluents d'élevage solides, du compost de déchets vert et des boues d'épuration. Il peut aussi épandre des effluents et boues semi-liquides  à condition de comporter des dispositifs d'étanchéité et une porte réglable en amont des hérissons d'épandage. 
Il est généralement tracté et son fonctionnement dépend de la prise de force du tracteur agricole et de son système hydraulique. L'avancée du contenu de l'épandeur se fait à l'aide d'un fond mouvant (un tapis à barrettes fixé sur des chaînes marines) entraîné de façon hydraulique pour faciliter la régulation de l'épandage ou par la prise de force. L'élément de répartition et projection du contenu est composé de hérissons verticaux ou horizontaux et optionnellement d'une table d'épandage. Ils broient et épandent le fumier. Les hérissons verticaux permettent un épandage environ une fois et demi fois plus large que les hérissons horizontaux, cependant le rajout d'une table d'épandage sur un système horizontal accroit encore la largeur d'épandage et améliore l'émiettement. Ce dernier système peut s'avérer nécessaire pour les épandages à « faible » dose (2-8 t/ha) ou s'il s'agit de produit déjà émietté (fientes de volailles, marne ou faluns comme amendement).

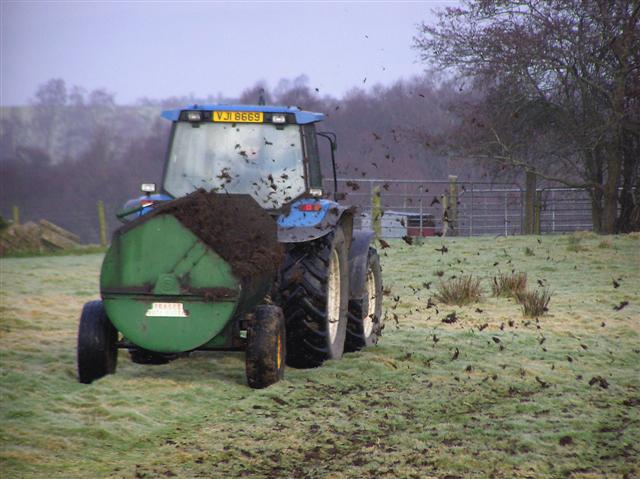
Épandeur à produits semi-liquides, les boues sont éjectées latéralement par un rotor situé à l'avant du caisson étanche.

Pour les produits semi-liquides, il existe aussi des épandeurs à caisson étanche et rotor d'épandage à chaînes.
Les épandeurs sont de taille variable de 5 tonnes de charge utile à plus de 20 tonnes pour les plus gros modèles du marché. Les largeurs d'épandage vont de 2,5 mètres à plus de 4.5 mètres pour les modèles équipés de table d'épandage.

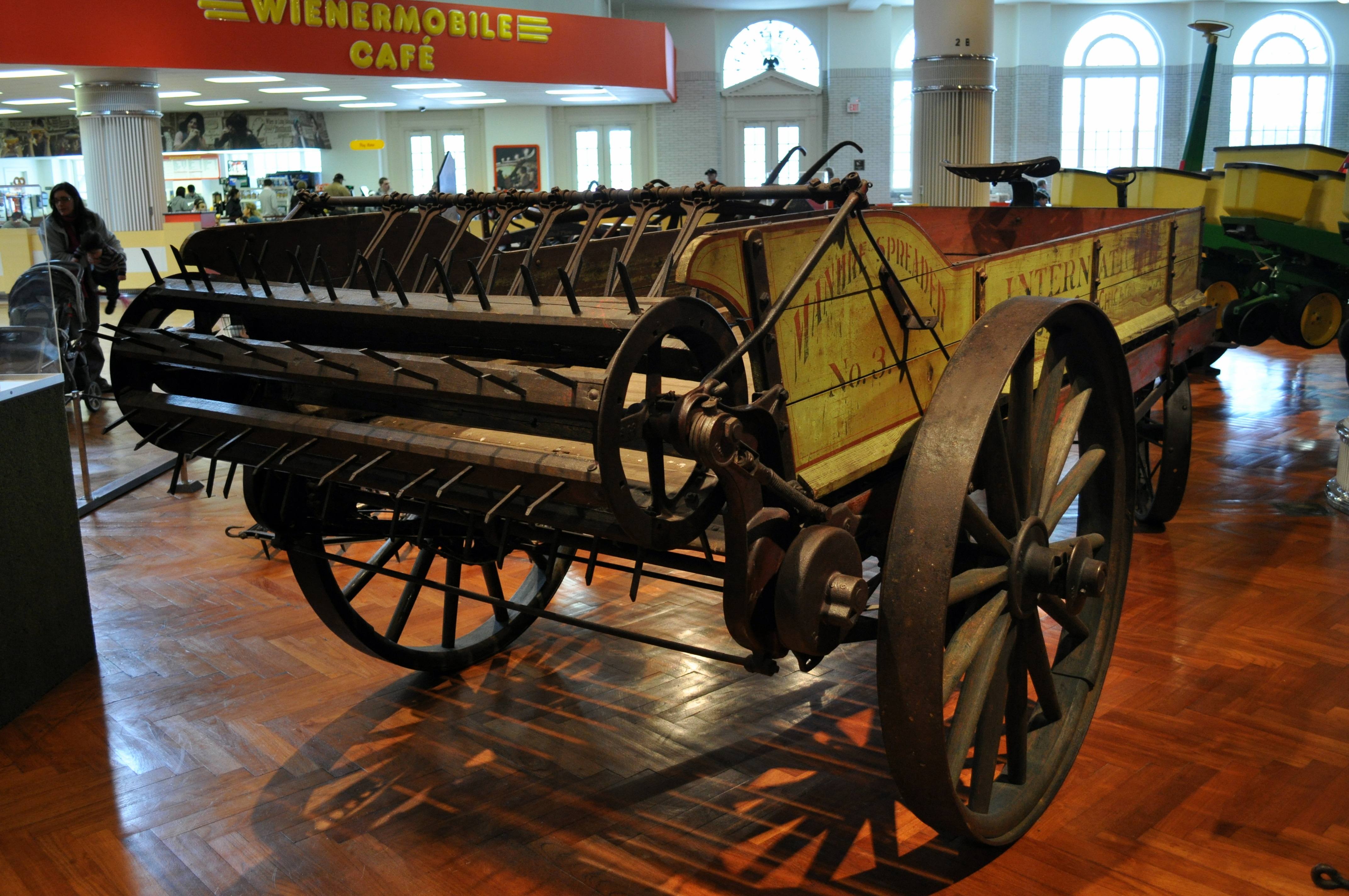
Epandeur à fumier ancien International Harvester.

L'épandage de fumier est réalisé pour les cultures de printemps comme le maïs ou le tournesol et pour les cultures d'automne comme le colza. Les apports de fumier se font alors à la fin de l'hiver ou au début du printemps.

## Épandeur à engrais

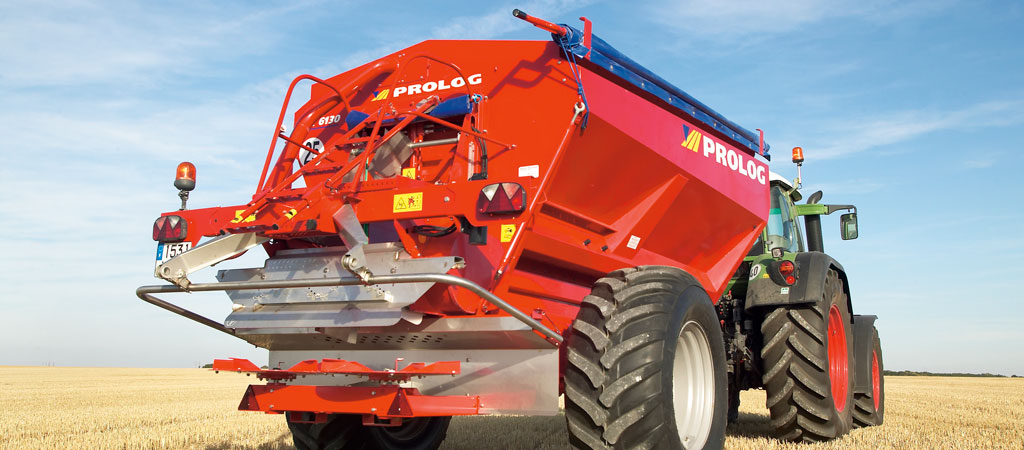
Epandeur pour amendements et engrais minéraux

L'épandeur à engrais est utilisé pour la fertilisation des sols avec des engrais minéraux en phase solide.

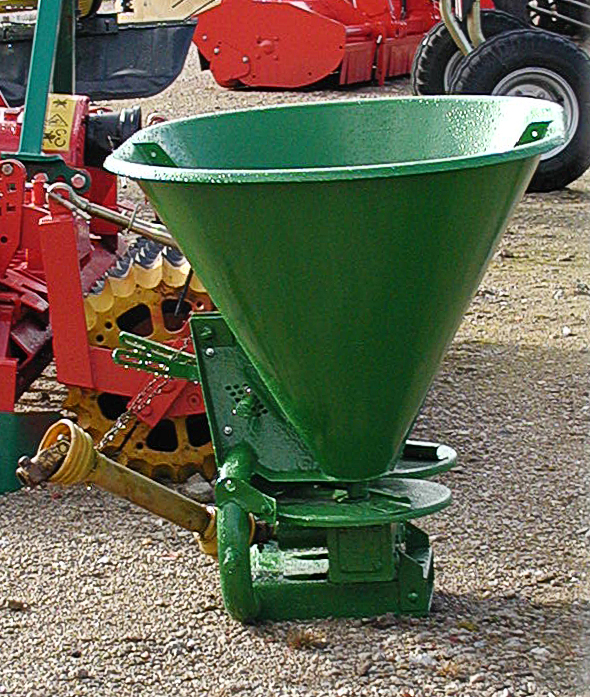
Épandeur centrifuge porté de petite capacité.

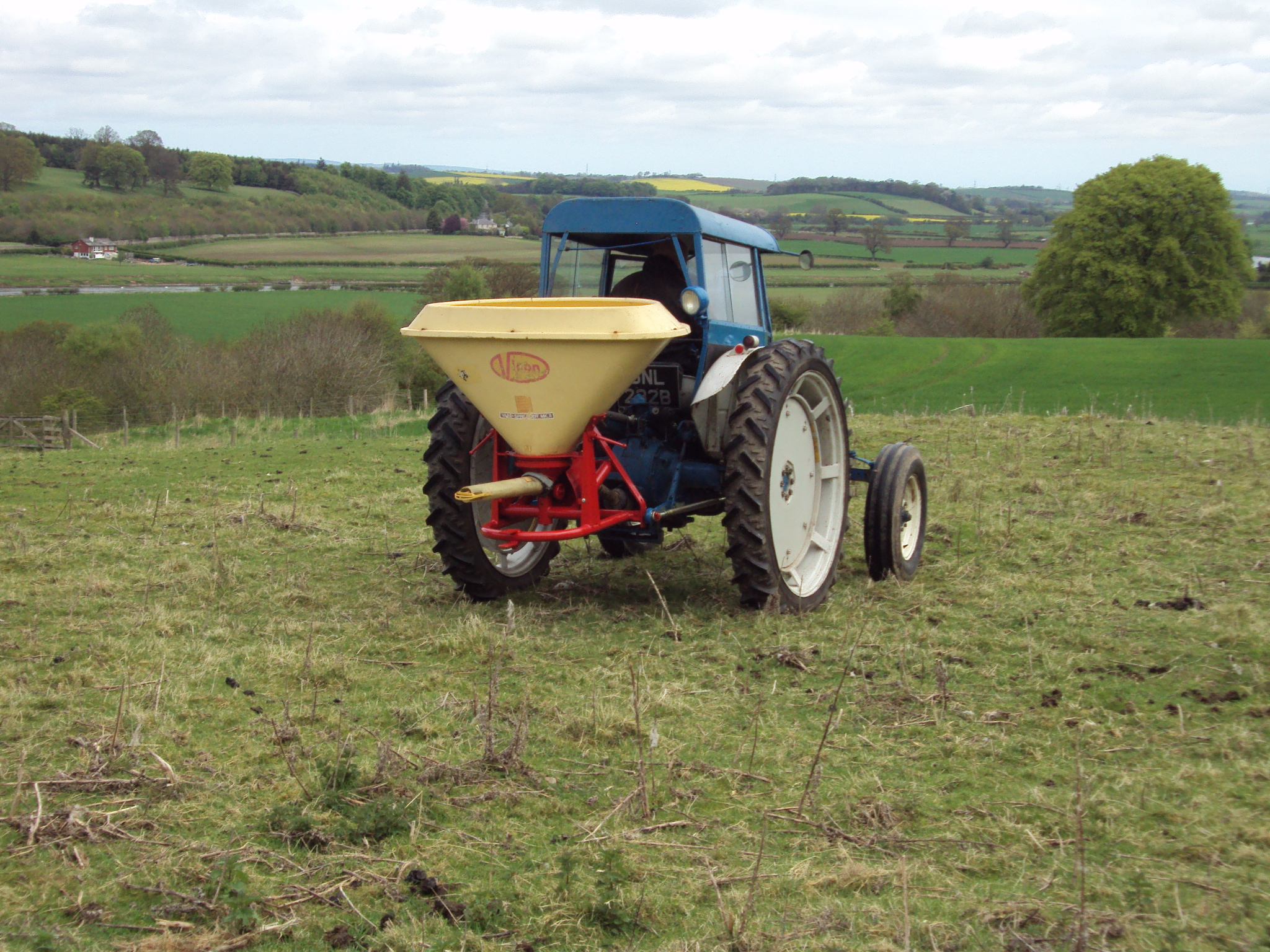
Épandeur à bras oscillant

Dans le domaine agricole il s'agit le plus souvent d'épandeur centrifuge ou à bras oscillant (Vicon (nl)) porté sur tracteur.
Il existe aussi des modèles traînés et des automoteurs pour les grandes capacités. Il doit répartir régulièrement l'engrais.
Certains modèles peuvent être adaptés pour le semis à la volée de graines ou de pesticides en granulés.